# The Ungrateful Dead
The Ungrateful Dead  (conocido como El Beso de la Musa en América hispana y El Muerto desagradecido en España) es el episodio estreno de la tercera temporada de la serie de televisión estadounidense de drama sobrenatural y policíaco Grimm. El guion principal del episodio fue coescrito por los creadores de la serie David Greenwalt y Jim Kouf, y la dirección general estuvo a cargo de Norberto Barba. 
El episodio se transmitió originalmente el 25 de octubre del año 2013 por la cadena de televisión estadounidense NBC. Para la emisión de Latinoamérica, el estreno de la temporada fue el 18 de noviembre del mismo año por el canal Unniversal Chanel prácticamente con solo unas dos semanas de su debut original.
En este episodio Adalind comienza a seguir las órdenes de Stefania con el fin de conseguir sus poderes de nuevo, aunque para eso tiene que pasar por tareas muy desagradables. Monroe, Rosalee, Renard, Hank y la recién integrada al grupo Juliette, tienen que unir sus fuerzas y elaborar un plan para deshacer lo ocurrido con las enormes manadas de zombis, en la ausencia de Nick, quien ha sido transformado en un peligroso y descontrolado zombi.

## Título y epígrafe
El epígrafe del capítulo está tomado del cuento "Godfather Death" (La Muerte madrina), recopilado por los hermanos Grimm, ubicándolo como n.º 44 del primer volumen de su célebre libro Cuentos de la infancia y del hogar (Kinder- und Hausmärchen) publicado en 1812, con sucesivas ediciones de los autores hasta 1857:

Versión original en inglés
But if I stand at the sick person's feet, he is mine.
Emisiones en español
HispanoaméricaPero si me paro ante los pies de la persona enferma, será mía.
EspañaPero si me paro ante los pies del enfermo, será mio

El párrafo completo dice:

Inglés
After the boy came of age his godfather appeared to him one day and asked him to go with him. He took him out into the woods and showed him an herb that grew there, saying, "Now you shall receive your godfather's present. I will turn you into a famous physician. Whenever you are called to a sick person I will appear to you. If I stand at the sick person's head, you may say with confidence that you can make him well again; then give him some of this herb, and he will recover. But if I stand at the sick person's feet, he is mine, and you must say that he is beyond help, and that no physician in the world could save him. But beware of using this herb against my will, or something very bad will happen to you.
Español
Cuando el niño se hizo mayor, se le apareció un día y le dijo que lo acompañara. Lo llevó bien adentro del bosque y le mostró una hierba que crecía allí, diciéndole, "Ahora recibirás el regalo de tu padrino. Voy a transformarte en un famoso médico. Cada vez que seas llamado para atender a una persona enferma, yo apareceré ante ti. Si me paro a la cabeza de la persona enferma, tu dirás con seguridad que podrás curarlo; luego le darás esta hierba y se recuperará. Pero si yo me paro a los pies de la persona enferma, es mía, y tu dirás que está más allá de toda ayuda y que ningún médico del mundo podría salvarlo. Pero cuídate de usar esta hierba contra mi voluntad, o algo muy malo te sucederá.

## Argumento
Adalind es llamada por Stefania Vaduva Popescu para empezar con las primeras tareas para recuperar sus poderes Hexenbiest. Primero Adalind tiene que cortar las manos, pies y ojos de la recién asesinada Frau Pech. Poco después, Adalind acompañada de Stefania se ven en un campo de flores, donde tiene que cavar en un sitio donde aterrizó una flor arrojada al aire y posteriormente enterrar las extremidades y órganos de la anciana Hexenbiest. Al completar la tarea, Adalind es "escogida" al absorber una especie de manos fantasmales y al instante las flores alrededor del área se marchitan. Stefania le ordena a Adalind recoger las flores, para continuar con el ritual.
Monroe, Juliette y Rosalee se las arreglan para escapar de los zombis en la camioneta, pero al ser superados en número, se ven obligados a abandonar su vehículo y buscar refugio en la cima de uno de los contenedores. Juliette logra establecer contacto con Hank para pedir algo de ayuda de parte de la policía. Mientras que el capitán Renard (quien había seguido Eric desde que se separaron en el hotel) descubre el plan de su hermanastro. Sin embargo no es capaz de hacer nada al ser atacado por algunos zombis que lo distraen el tiempo suficiente para perder de vista la camioneta en la que Nick está siendo transportado por Baron Samedi. Con ayuda de escuadrones de policías dirigidos por Hank y Wu, las personas zombificadas son encerradas en los contenedores sin ser heridas o asesinadas. Renard aprovecha la situación para comentarle a la pandilla lo que le ocurrió a Nick ya que el plan de su hermanastro es transportar al Grimm a Austria como si fuera un fallecido siendo llevado fuera del país. A pesar de los esfuerzos del grupo por detener el despegue del avión, para cuando llegan al aeropuerto ya es demasiado tarde, ya que Baron Samedi logró abordar un Jet privado y burlar la seguridad al atacar a los empleados.  
A pesar de estar enfrentando la posibilidad de no volver a ver a Nick o de poder curarlo. Monroe, Rosalee y Juliette tienen que encontrar la manera de crear más antídoto contra el proceso de zombificacion y poder aplicarlo de una forma simultánea a las muchas personas infectadas. A Juliette se le ocurre crear el antídoto de forma gaseosa para poder aplicarlo a los zombis por inhalación. Mientras en tanto en jet con viaje a Vienna; Nick se despierta como un violento y descontrolado zombi, que con una fuerza descomunal y con una especie de inmunidad al control de Baron Samedi, ataca brutalmente al cracher-mortel y provoca que el jet se estrelle antes de poder salir de Portland. Más tarde, el grupo se entera del choque del jet; Monroe y Hank se ofrecen para rastrear a Nick y traerlo lo más pronto posible antes de que su amigo se quede zombificado para siempre. Por otro lado, Nick quien permanece como zombi aún tras la muerte de Baron Samedi, comienza a vagar por el bosque, y se topa en un bar donde derrota con mucha facilidad a todos los hombres presentes mostrándose como un zombi mucho más peligroso que todos los demás.

## Elenco
- David Giuntoli como Nick Burkhardt.
- Russell Hornsby como Hank Griffin.
- Bitsie Tulloch como Juliette Silverton.
- Silas Weir Mitchell como Monroe.
- Sasha Roiz como el capitán Renard.
- Bree Turner como Rosalee Calvert.
- Reggie Lee como el sargento Wu.
- Claire Coffee como Adalind Schade.

## Producción
La frase al comienzo del episodio proviene de un relato de los hermanos Grimm que no es muy popular: el padrino muerte.
El 26 de abril de 2013 la serie fue renovada para una tercera temporada completa de 22 episodios.
El 11 de julio en un artículo exclusivo de la página Tv Guide, se presentó el primer vistazo a Nick desde su proceso de zombificacion. Sobre la noticia, Jim Kouf comento lo siguiente: 

Si Nick sobrevive a este estado zombie, va a ser muy peligroso. Habrá efectos secundarios que lo cambiaran en gran manera.
Jim Kouf

### Continuidad
- El episodio comienza justo después del final de la segunda temporada.
- Hank se ve recuperado de su herida en el pie.

## Recepción

### Audiencia
En el día de su transmisión original en los Estados Unidos por la NBC, el episodio fue visto por un total de 5.150.000 de telespectadores. Sin embargo el total de personas que vieron y descargaron el episodio fue de un total de 9.230.000.

### Crítica
Kevin McFarland de AV Club le dio al episodio una B- en una categoría de la A a la F, argumentando que el episodio pudo ser mejor de centrar su argumento con un salto en el tiempo y presentando a los personajes desarrollados tras lo acontecido al final de la temporada antecesora en vez de ser una forzada continuidad directa: "Espero que Grimm tenga las pelotas de ser más como Buffy y Ángel y solo cometer un salto en el tiempo, que confiara en la audiencia para seguirlos y dejar que los actores establecieran el paso del tiempo que había pasado con los personajes cambiando. La temporada pasada junto a los scoobies de Portland, un buen trabajo de equipo entre la tienda de especias, la estación de policías, y el trailer mágico. Lo que les dio una autonomía con el sistema policíaco—con la ocasional comedia del Sgt. Wu —y la oportunidad de compartir más y más del mundo Wesen world. Incluso el resucitado personaje de Juliette hasta ese punto tenía sentido el que aceptara el nuevo mundo de Nick y el juntarse con Rosalee como una veterinaria y una homoepatica curadora de Wesen."
Nick McHatton de TV Fanatic le dio al episodio 4 estrellas de 5 posibles argumentando que para el inicio de la temporada gran parte de los roles que juegan el resto de los protagonistas estaban claros, además se mostró interesado por el posible camino que tendría la trama de Adalind y estuvo satisfecho por la aparición de Nick como un zombi: "En una palabra: asombroso. El proceso de zombie lo ha transformado y sus poderes de Grimm lo han vuelto en una forma diferente de los demás zombies. Está lleno de rabia como los otros – el derrotó a todos los tipos del bar – pero tiene más control ya que no corre desenfrenadamente con el resto de sus compañeros zombies."